# The Game Awards 2017
The Game Awards 2017 (сокр. TGA 2017) — четвёртая по счёту ежегодная церемония награждения The Game Awards, отмечающая достижения в индустрии компьютерных игр и киберспорта. Мероприятие было проведено 7 декабря 2017 года в Microsoft Theater, Лос-Анджелес, США Джеффом Кили. Лауреатом премии «Игра года» стала The Legend of Zelda: Breath of the Wild, которая всего получила три награды. Также по три награды получили две инди-игры — Cuphead и Hellblade: Senua’s Sacrifice. Церемония транслировалась через различные платформы по всему миру, собрав в сумме 11,5 миллиона зрителей.

## Шоу
Как и на предыдущих церемониях Game Awards, ведущим шоу стал Джефф Кили, а само шоу было проведено в Microsoft Theater в Лос-Анджелесе, США 7 декабря 2017 года и транслировалось через шестнадцать различных платформ по всему миру. Интегрированная всеобщая система голосования была включена в поисковую систему Google и «Твиттер», а на трансляции Twitch был реализован интерактивный оверлей, позволяющий зрителям предсказывать победителей перед их анонсом. Ряд стриминговых платформ также стимулировал зрителей к просмотру презентации Awards через их сервис, разыгрывая среди зрителей бесплатные игры.
За месяц до шоу Facebook начал публикацию документального фильма «The Road to The Game Awards» из пяти частей, доступного к просмотру через их видео-сервис Watch. Во время мероприятия многие платформы дистрибуции, такие как PlayStation Network и Steam, выставили скидки на некоторые из номинируемых игр. На церемонии был показан документальный короткометражный фильм, а также была присуждена специальная награда «Икона индустрии», которая досталась Кэрол Шоу, одной из первых геймдизайнерок в индустрии.

## Трансляция и зрители
Шоу включало выступление французской инди-поп-группы Phoenix и оркестра The Game Awards Orchestra, в который входил ряд приглашённых музыкантов, таких как гитарист Синистер Гейтс из Avenged Sevenfold и виолончелистка Тина Гуо, исполнившие саундтрек нескольких номинированных игр. В шоу также принял участие ряд приглашённых людей, занимавшихся комментированием или вручением наград, таких как создатель серии Metal Gear Хидэо Кодзима, создатель серии Mortal Kombat Эд Бун, президент Nintendo of America Реджи Фис-Эме, режиссёр Гильермо дель Торо, телепродюсеры Джастин Бойланд и Конан О’Брайен, а также актёры Норман Ридус, Энди Серкис, Фелиция Дэй, Айша Тайлер и Закари Ливай.
По данным Кили, около 11,5 миллионов зрителей смотрело шоу — в три раза больше, чем 3,8 миллиона зрителей The Game Awards 2016. Кили уверен, что это является результатом их подхода к геймификации шоу с предсказанием победителей, что также позволило увеличить среднюю продолжительность просмотра одного зрителя с 25 до 70 минут. Кили также связывает увеличение числа зрителей с качеством игр, вышедших в 2017 году, и высоким ожиданием анонсов и трейлеров новых игр, хотя он не хочет, чтобы шоу превращалось в Electronic Entertainment Expo.

### Анонсы
В дополнение к награждениям и выступлениям, шоу также включало трейлеры и презентации будущих игр, также дополнений для уже существующих. Кроме того, был показан короткий тизер новой игры FromSoftware, которая в дальнейшем получила название Sekiro: Shadows Die Twice. На шоу также были показаны трейлеры двух фильмов, «Джуманджи: Зов джунглей» и «Форма воды». Список показанных игр включает:

| - Accounting+ - Порт Bayonetta и Bayonetta 2 на Nintendo Switch - Bayonetta 3 - Death Stranding - Dreams - Fade to Silence - Fortnite - GTFO - In the Valley of Gods - Дополнение к The Legend of Zelda: Breath of the Wild | - Metro Exodus - PlayerUnknown's Battlegrounds - Sea of Thieves - Soulcalibur VI - Vacation Simulator - A Way Out - Witchfire - World War Z |

## Награды
Номинанты были анонсированы 14 ноября 2017 года. В них могла попасть игра, выпущенная — как коммерчески, так и в ранний доступ — до 27 ноября 2017 года. Номинантов из общего списка отбирал 51 человек из индустрии компьютерных игр, и пять игр, получивших наибольшее число голосов (шесть в случае равенства голосов) были номинированы на соответствующую награду. Публичное голосование проходило с 14 ноября по 6 декабря. При выдаче наград голоса зрителей учитывались с весом 10 %, однако помимо наград, присуждаемых жюри, были категории, полностью определяемые зрителями. В конце голосования Кили заявил, что в большинстве категорий было более 5 миллионов голосов, а суммарно было отдано более 8 миллионов голосов.
В 2017 году было внесено два существенных изменения в структуру шоу. Во-первых, категория «Лучшая мобильная/портативная игра» была разделена на две, «Лучшая мобильная игра» и «Лучшая портативная игра», что отражало изменения в индустрии мобильных и портативных игр. Во-вторых, была введена новая категория «Лучшая поддерживаемая игра», присваивая играм, которые продолжают расширяться и развиваться по модели «программное обеспечение как услуга». Другая новая категория, «Лучшая студенческая игра», была введена для освещения игр, разрабатываемых учащимися высших учебных заведений. Игры этой категории отбирало пять лидеров индустрии: Тодд Говард, Хидэо Кодизма, Илкка Паанане, Ким Свифт и Винс Зэмпелла.
Все награды, помимо «Лучшая многопользовательская игра», были объявлены в ходе шоу 7 декабря. По словам Кили, это было связано с изменением в последнюю минуту в трейлере PlayerUnknown’s Battlegrounds (впоследствии выигравшей награду); он объявил победителя на следующий день.

### Награды, присуждаемые жюри
| Игра года Победитель: - The Legend of Zelda: Breath of the Wild Номинанты: - Horizon Zero Dawn - Persona 5 - PlayerUnknown’s Battlegrounds - Super Mario Odyssey | Лучшая игровая режиссура Победитель: - The Legend of Zelda: Breath of the Wild Номинанты: - Horizon Zero Dawn - Resident Evil 7: Biohazard - Super Mario Odyssey - Wolfenstein II: The New Colossus |
| Лучшее игровое повествование Победитель: - What Remains of Edith Finch Номинанты: - Hellblade: Senua’s Sacrifice - Horizon Zero Dawn - Nier: Automata - Wolfenstein II: The New Colossus | Лучшее визуальное оформление Победитель: - Cuphead Номинанты: - Destiny 2 - Horizon Zero Dawn - Persona 5 - The Legend of Zelda: Breath of the Wild |
| Лучший саундтрек Победитель: - Nier: Automata Номинанты: - Cuphead - Destiny 2 - Persona 5 - Super Mario Odyssey - The Legend of Zelda: Breath of the Wild | Лучшее звуковое оформление Победитель: - Hellblade: Senua’s Sacrifice Номинанты: - Destiny 2 - Resident Evil 7: Biohazard - Super Mario Odyssey - The Legend of Zelda: Breath of the Wild |
| Лучшая актёрская игра Победитель: - Мелина Юргенс в роли Сенуа — Hellblade: Senua’s Sacrifice Номинанты: - Эшли Бёрч в роли Элой — Horizon Zero Dawn - Брайан Блум в роли Би Джей Бласковица — Wolfenstein II: The New Colossus - Клаудия Блэк в роли Хлои Фрейзер — Uncharted: The Lost Legacy - Лора Бэйли в роли Надин Росс — Uncharted: The Lost Legacy | Наибольшее социальное влияние Победитель: - Hellblade: Senua’s Sacrifice Номинанты: - Bury Me, My Love - Life is Strange: Before the Storm - Night in the Woods - Please Knock on My Door - What Remains of Edith Finch |
| Лучшая поддерживаемая игра Победитель: - Overwatch Номинанты: - Destiny 2 - Grand Theft Auto Online - PlayerUnknown's Battlegrounds - Tom Clancy's Rainbow Six Siege - Warframe | Лучшая независимая игра Победитель: - Cuphead Номинанты: - Hellblade: Senua’s Sacrifice - Night in the Woods - Pyre - What Remains of Edith Finch |
| Лучшая мобильная игра Победитель: - Monument Valley 2 Номинанты: - Fire Emblem Heroes - Hidden Folks - Old Man’s Journey - Super Mario Run | Лучшая портативная игра Победитель: - Metroid: Samus Returns Номинанты: - Ever Oasis - Fire Emblem Echoes: Shadows of Valentia - Monster Hunter Stories - Poochy and Yoshi’s Woolly World |
| Лучшая VR/AR-игра Победитель: - Resident Evil 7: Biohazard Номинанты: - Farpoint - Lone Echo - Star Trek: Bridge Crew - Superhot VR | Лучшая экшен-игра Победитель: - Wolfenstein II: The New Colossus Номинанты: - Cuphead - Destiny 2 - Nioh - Prey |
| Лучшая приключенческая экшен-игра Победитель: - The Legend of Zelda: Breath of the Wild Номинанты: - Assassin’s Creed: Origins - Horizon Zero Dawn - Super Mario Odyssey - Uncharted: The Lost Legacy | Лучшая ролевая игра Победитель: - Persona 5 Номинанты: - Divinity: Original Sin II - Final Fantasy XV - Nier: Automata - South Park: The Fractured but Whole |
| Лучший файтинг Победитель: - Injustice 2 Номинанты: - ARMS - Marvel vs. Capcom: Infinite - Nidhogg 2 - Tekken 7 | Лучшая семейная игра Победитель: - Super Mario Odyssey Номинанты: - Mario Kart 8 Deluxe - Mario + Rabbids Kingdom Battle - Sonic Mania - Splatoon 2 |
| Лучшая стратегия Победитель: - Mario + Rabbids Kingdom Battle Номинанты: - Halo Wars 2 - Total War: Warhammer II - Tooth and Tail - XCOM 2: War of the Chosen | Лучшая спортивная/гоночная игра Победитель: - Forza Motorsport 7 Номинанты: - FIFA 18 - Gran Turismo Sport - NBA 2K18 - Pro Evolution Soccer 2018 - Project Cars 2 |
| Лучшая многопользовательская игра Победитель: - PlayerUnknown’s Battlegrounds Номинанты: - Call of Duty: WWII - Destiny 2 - Fortnite - Mario Kart 8 Deluxe - Splatoon 2 | Лучшая студенческая игра Победитель: - Level Squared — Технологический университет Суинберна Номинанты: - Falling Sky — Национальная школа кинематографа и телевидения - From Light — Университет Южной Калифорнии - Hollowed — Университет Центральной Флориды - Impulsion — Институт интернета и мультимедии - Meaning — Технологический институт DigiPen |
| Лучший дебют инди-разработчика Победитель: - Cuphead Номинанты: - Golf Story - Hollow Knight - Mr. Shifty - Slime Rancher | |

Источник:

### Награды, определяемые голосованием зрителей
| Самая ожидаемая игра Победитель: - The Last of Us Part II Номинанты: - God of War - Marvel’s Spider-Man - Monster Hunter: World - Red Dead Redemption 2 | Тренд-геймер Победитель: - Гай «Dr DisRespect» Беам Номинанты: - Андреа Рене - Клинт «Halfcoordinated» Лекса - Майк «Shroud» Гжезиек - Стивен Спон |
| Лучшая киберспортивная дисциплина Победитель: - Overwatch Номинанты: - Counter-Strike: Global Offensive - Dota 2 - League of Legends - Rocket League    | Лучший киберспортсмен Победитель: - Ли «Faker» Сан Хёк (SK Telecom T1, League of Legends) Номинанты: - Марсело «coldzera» Давид (SK Gaming, Counter-Strike: GO) - Никола «NiKo» Ковач (FaZe Clan, Counter-Strike: GO) - Рю «ryujehong» Жи Хонг (Seoul Dynasty, Overwatch League) - Куро «KuroKy» Салехи Тахасоми (Team Liquid, Dota 2) |
| Лучшая киберспортивная команда Победитель: - Cloud9 Номинанты: - FaZe Clan - Lunatic-Hai - SK Telecom T1 - Team Liquid                                  | Выбор китайских игроков Победитель: - jx3 HD Номинанты: - Honor of Kings - Icey - Gumballs & Dungeons - Monument Valley 2 |

Источник:

### Почётные награды
| Икона индустрии - Кэрол Шоу |

## Игры с наибольшим количеством номинаций и наград
| Номинаций | Игра                                    |
| --------- | --------------------------------------- |
| 6         | Destiny 2                               |
| 6         | Horizon Zero Dawn                       |
| 6         | The Legend of Zelda: Breath of the Wild |
| 6         | Super Mario Odyssey                     |
| 5         | Cuphead                                 |
| 5         | Hellblade: Senua’s Sacrifice            |
| 4         | Persona 5                               |
| 4         | Wolfenstein II: The New Colossus        |
| 3         | Nier: Automata                          |
| 3         | PlayerUnknown’s Battlegrounds           |
| 3         | Resident Evil 7: Biohazard              |
| 3         | Uncharted: The Lost Legacy              |
| 3         | What Remains of Edith Finch             |
| 2         | Mario + Rabbids Kingdom Battle          |
| 2         | Mario Kart 8 Deluxe                     |
| 2         | Night in the Woods                      |
| 2         | Overwatch                               |
| 2         | Splatoon 2                              |

| Наград | Игра                                    |
| ------ | --------------------------------------- |
| 3      | Cuphead                                 |
| 3      | Hellblade: Senua’s Sacrifice            |
| 3      | The Legend of Zelda: Breath of the Wild |
| 2      | Overwatch                               |